# ウィリアム・バローズ
ウィリアム・ウォード・バローズ（William Ward Burrows、1758年1月16日 - 1805年3月6日）は、アメリカ合衆国の海兵隊員。最終階級は中佐。第2代海兵隊総司令官を務めた。
サウスカロライナ州のチャールストンで生まれた。 